# Northrop X-4 Bantam
Northrop X-4 Bantam (z ang. „kogucik”) – mały, dwusilnikowy odrzutowy samolot eksperymentalny w układzie pół-bezogonowym, bez stateczników poziomych na ogonie. Rolę sterów wysokości pełniły kombinacje klap i lotek nazywane klapolotkami. Samolot zbudowano w celu zbadania jak zachowa się maszyna w takim układzie przy prędkościach bliskich bariery dźwięku, oraz testów stabilności przy tych prędkościach.

## Historia rozwoju
Firma Northrop Corporation zbudowała dwa egzemplarze samolotu X-4, ale pierwsza z maszyn okazała się niedoskonała technicznie, dlatego po wykonaniu 10 lotów testowych została uziemiona i użyta w charakterze zapasu części zamiennych dla drugiego egzemplarza.
Podczas testów w latach 1950–1953 w bazie NACA, X-4 wykazywał duże niestabilności wzdłużne przy lotach z prędkościami bliskimi bariery dźwięku, dlatego też wywnioskowano, że statek powietrzny w takiej konfiguracji, przy ówczesnym poziomie technologicznym, nie nadaje się do lotów z prędkościami bliskimi prędkości dźwięku.
Wielu inżynierów wierzyło w latach 40. XX wieku, że brak poziomego usterzenia ogonowego pozwoli uniknąć powstawania fali uderzeniowej pomiędzy skrzydłami a statecznikami poziomymi. W istnieniu tej fali upatrywano problemu ze stabilnością przy prędkościach bliskich prędkości dźwięku rzędu 0,9 Macha.
Wzorując się na niemieckiej maszynie z czasów II wojny światowej Me 163 Komet i powojennym brytyjskim de Havilland DH.108 Swallow zbudowano dwa samoloty X-4. Amerykańskie lotnictwo armii podpisało kontrakt na budowę maszyn z firmą Northrop Aircraft Company 11 czerwca 1946 roku, ze względu na jej doświadczenie w budowie konstrukcji lotniczych typu latające skrzydło takich jak N-9M, YB-35 czy YB-49.
W rezultacie prac badawczych skonstruowano bardzo mały samolot o zwartej budowie, mieszczący dwa silniki odrzutowe, pilota, aparaturę badawczą i zbiornik z zapasem paliwa na 45 minut. Praktycznie wszystkie prace związane z obsługa naziemną maszyny mogły być wykonywane bez użycia drabiny, a osoba stojąca na ziemi mogła bez trudu zajrzeć do kabiny pilota. Zastosowano w nim także nowatorskie rozwiązanie dzielonych klap, które mogły działać jak hamulce aerodynamiczne.

## Historia użycia
Pierwszy egzemplarz samolotu X-4 został dostarczony w listopadzie 1948 roku do bazy sił powietrznych w Muroc (obecnie Edwards) w Kalifornii. Po testach na ziemi pierwszy lot maszyny odbył się 15 grudnia tego samego roku, ale ze względu na niesprzyjającą pogodę kolejne loty zostały zawieszone do kwietnia roku następnego. Po wykonaniu dziesięciu lotów stwierdzono, że maszyna posiada pewne niedoskonałości techniczne, dlatego dalsze testy zawieszono. Drugi samolot X-4 dostarczono już po zawieszeniu lotów pierwszej maszyny, ale ponieważ nowy egzemplarz okazał się doskonalszy, testy wkrótce wznowiono. Do zakończenia badań i przekazania obu maszyn wojsku i agencji NACA w lutym 1950 roku, drugi egzemplarz wykonał 20 lotów. Pierwsza maszyna już nigdy nie wzbiła się w powietrze i została przeznaczona na części zamienne dla drugiego egzemplarza.
Dalsze testy miały na celu zbadanie zachowania samolotu przy prędkościach bliskich bariery dźwięku, które ostatecznie oceniono jako negatywne. Wywnioskowano, że samoloty ze skośnymi skrzydłami i bez usterzenia ogonowego nie nadają się do lotów z prędkościami około 1 Macha, ze względu na słabą stabilność i trudności w sterowaniu. Projekt został zakończony zanim opracowano technologię sterowania fly-by-wire, która pozwoliła rozwiązać napotkane podczas testów X-4 problemy. Późniejsze konstrukcje samolotów bezogonowych takie jak X-36, Have Blue, F-117 Nighthawk czy Bird of Prey zostały zaprojektowane w oparciu o doświadczenia zdobyte w trakcie testów X-4.
Oba egzemplarze samolotów X-4 przetrwały cały program testów. Jeden został przekazany do Akademii Sił Powietrznych w Colorado Springs, a drugi do Muzeum Sił Powietrznych Stanów Zjednoczonych.